# Astarsa

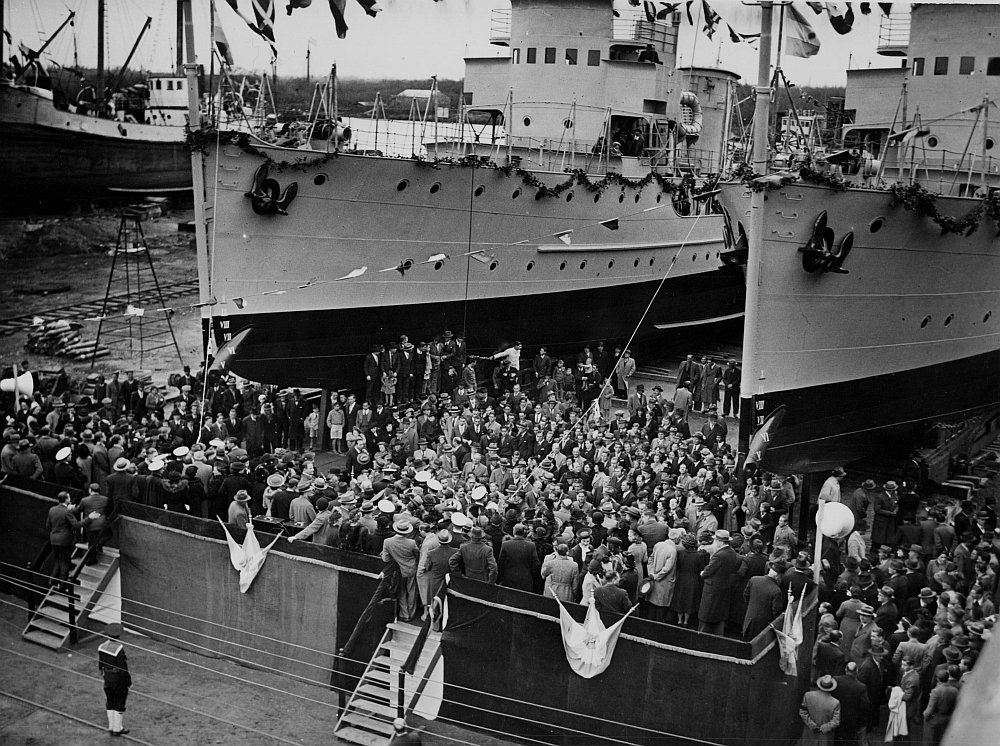
ARA Seaver y ARA Robinson en ASTARSA.

Astilleros Argentinos Río de La Plata S.A. (ASTARSA) fue una empresa argentina de construcciones navales y metalmecánicas que se destacó en la construcción y reparación de buques y locomotoras, además de la fabricación de caños. máquinas industriales y tractores. Quiebra en 1994.

## Historia
En 1927 se fundó la Sociedad Colectiva Hansen y Puccini, antecesora de Astilleros Argentinos Río de la Plata, denominación que adoptó la empresa a mediados de 1942. Desde entonces sus principales accionistas fueron la Sociedad Anónima Importadora y Exportadora de la Patagonia y Estrabou y Cía. El primer buque mercante del país con un registro bruto (TRB) mayor a 1000 toneladas fue construido por ASTARSA para Yacimientos Petrolíferos Fiscales (YPF).
Los astilleros Astarsa estaban ubicados en Tigre, en la zona norte del Gran Buenos Aires, sobre el río Luján. La planta ocupaba un predio de 44 hectáreas. Contaba con dos gradas de construcción naval para buques de hasta 30 000 toneladas de porte bruto, un área de producción cubierta de 30 000 m³ y un área de administración y servicios de 10 000 m². El muelle de alistamiento tenía 210 m de longitud. Durante su vida, el astillero construyó más de 150 buques de gran tamaño, de hasta 25 700 toneladas de porte bruto, para los más diversos armadores.
Fue también un importante constructor ferroviario, fabricando locomotoras y otros equipos ferroviarios bajo licencia Werkspoor, Alsthom y General Motors Electro Motive Division, y reparando locomotoras diésel y de vapor para Ferrocarriles Argentinos y empresas ferroviarias extranjeras. Entre 1976 y 1991 produjo 221 locomotoras General Motors de los modelos G22CU, G22CW, G22AC, G22W-2, GT22CU, GT22CW y SW1500 para el mercado argentino y para exportación a Sudáfrica e Irán.
A principios de la década de 1970, la empresa estadounidense Caterpillar confía en Astarsa para la producción de maquinaria vial e industrial. Los modelos fabricados por el desaparecido establecimiento fueron el cargador frontal 950 y la motoniveladora 120A.
Produjo además una variedad de equipo pesado para las industrias petrolera, gasífera, petroquímica, siderúrgica, y para centrales hidroeléctricas, térmicas y nucleares; construyó un simulador de tiro para el Tanque Argentino Mediano y produjo o reparó grandes motores diésel, equipos viales y equipamiento militar.

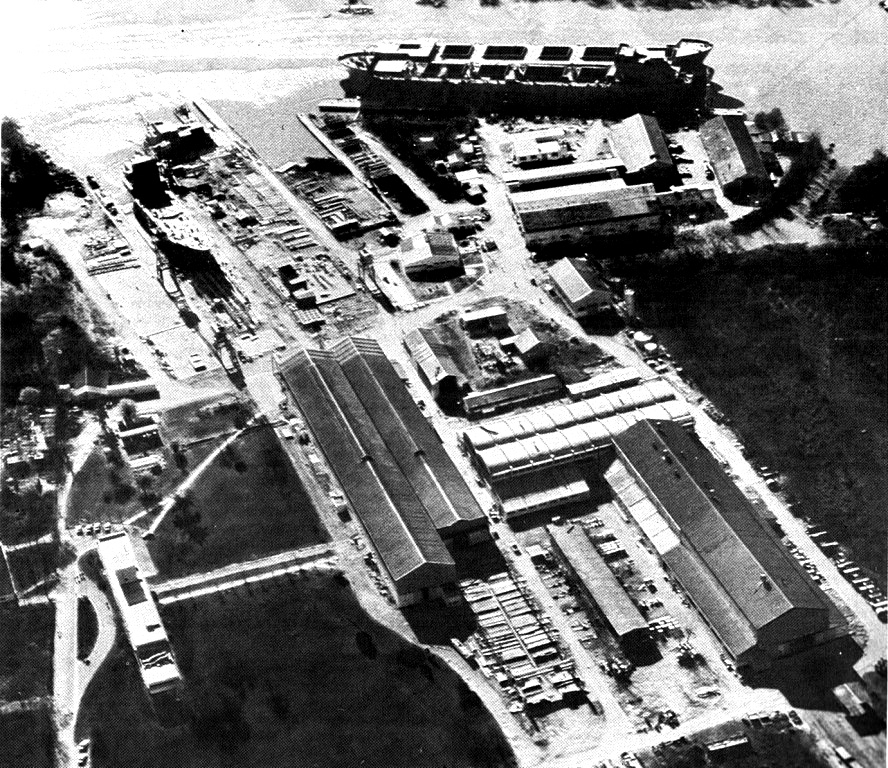
Vista aérea del astillero en su época de actividad.

Hacia comienzos de la década de 1970 llegó a ocupar más de 1.500 trabajadores navales y metalúrgicos. En ese tiempo se constituyó una fuerte comisión gremial interna que en 1973 tomó las instalaciones luego de un accidente de trabajo fatal, obteniendo un conjunto de reivindicaciones que la convirtieron en un referente para el sindicalismo combativo, entre ellos la de convertir a Astarsa en la primera industria en la Argentina en que las normas de higiene y seguridad del trabajo eran dictadas y hechas cumplir por los trabajadores. En 1974 y 1975 esta agrupación, alineada con la Juventud Trabajadora Peronista. El día del golpe de Estado que instaló la dictadura cívico-militar 1976-83, 24 de marzo de 1976, el Ejército Argentino ocupó la planta y otros astilleros de la zona, secuestrando a 60 trabajadores de los cuales dieciséis continúan desaparecidos, con la anuencia y complicidad de la patronal.
Al menos 51 trabajadores de los astilleros Astarsa y Mestrina fueron víctimas del terrorismo de Estado en Argentina, incluyendo 10 asesinados y 21 desaparecidos.
Como resultado de la fuerte disminución de la marina mercante argentina producida desde la década de 1980 y las políticas privatizadoras de la década siguiente, la empresa quebró en 1994.